# Raufoss Fotball 2007
Questa voce raccoglie le informazioni riguardanti il Raufoss Fotball nelle competizioni ufficiali della stagione 2007.

## Rosa
| N. |                         | Ruolo | Calciatore         |
| -- | ----------------------- | ----- | ------------------ |
| 1  | Svezia (bandiera)       | P     | Rickard Claesson   |
| 1  | Norvegia (bandiera)     | P     | Kristoffer Sandvik |
| 1  | Norvegia (bandiera)     | P     | Jimmy Sørensen     |
| 2  | Norvegia (bandiera)     | D     | Edmir Asani        |
| 3  | Svezia (bandiera)       | D     | Dennis Jonsson     |
| 4  | Norvegia (bandiera)     | D     | Thomas Bjerke      |
| 5  | Finlandia (bandiera)    | D     | Kimmo Hörkkö       |
| 6  | Sierra Leone (bandiera) | C     | Albert Cole        |
| 7  | Norvegia (bandiera)     | C     | Robert Skjølås     |
| 7  | Croazia (bandiera)      | C     | Aljoša Vojnović    |
| 8  | Svezia (bandiera)       | D     | Edier Frejd        |
| 9  | Norvegia (bandiera)     | A     | Adem Güven         |
| 10 | Norvegia (bandiera)     | C     | Harald Lødemel     |
| 11 | Norvegia (bandiera)     | C     | Petter Senstad     |
| 12 | Svezia (bandiera)       | P     | Alexander Nadj     |

| N. |                        | Ruolo | Calciatore            |
| -- | ---------------------- | ----- | --------------------- |
| 13 | Svezia (bandiera)      | D     | Magnus Samuelsson     |
| 13 | Kenya (bandiera)       | A     | George Midenyo        |
| 14 | Norvegia (bandiera)    | C     | Ruben Furuseth        |
| 15 | Norvegia (bandiera)    | C     | Daniel Haug           |
| 16 | Norvegia (bandiera)    | C     | Pål Arne Jensen       |
| 17 | Svezia (bandiera)      | C     | Christian Hemberg     |
| 18 | Norvegia (bandiera)    | A     | Henrik Nyhus          |
| 19 | Norvegia (bandiera)    | D     | Ronny Børthus         |
| 20 | Norvegia (bandiera)    | C     | Espen Haug            |
| 21 | Norvegia (bandiera)    | D     | Helge André Jøndal    |
| 22 | Norvegia (bandiera)    | A     | Kenny Ojukwu          |
| 23 | Albania (bandiera)     | D     | Dardan Rexhaj         |
| 23 | Norvegia (bandiera)    | C     | Vemund Brekke Skard   |
| 24 | Senegal (bandiera)     | A     | Remond Mendy          |
| –– | Paesi Bassi (bandiera) | C     | Sander van Huijksloot |

## Risultati

### Campionato

#### Girone di andata
| Arbitro: | Johnsen |

|                     |           |                       |
| Velta 41’ Garba 69’ | Marcatori | 55’ Güven 76’ Senstad |

| Raufoss 15 aprile 2007, ore 18:00 CEST 2ª giornata | Raufoss | 0 – 0 referto | Løv-Ham | Raufoss Stadion (1.050 spett.)\| Arbitro: \| Kjensli \| |
| Arbitro:                                           | Kjensli |               |         |                                                         |

| Arbitro: | Hansen |

|                       |           |           |
| Furebotn 38’ Moen 90’ | Marcatori | 76’ Nyhus |

| Arbitro: | Krokdal |

|                      |           |  |
| Güven 1’ Jonsson 57’ | Marcatori |  |

| Arbitro: | Hakestad |

|          |           |                    |
| Wiig 40’ | Marcatori | 6’ Frejd 42’ Nyhus |

| Arbitro: | Hakestad |

|  |           |                                 |
|  | Marcatori | 5’ (rig.) L. Lafton 90’ Saaliti |

| Arbitro: | Toppe |

|                            |           |                           |
| Knudsen 53’ Sagebakken 61’ | Marcatori | 1’, 75’ Güven 23’ Hemberg |

| Arbitro: | Nordby |

|           |           |                                                          |
| Nyhus 84’ | Marcatori | 10’ Michaelsen 14’ Kienast 47’ (rig.) Pasoja 80’ Abiodun |

| Arbitro: | Krokdal (Oslo) |

|                                               |           |                  |
| Breive 12’, 47’ Børthus 14’ (aut.) Larsen 17’ | Marcatori | 90’ (aut.) Vethe |

| Arbitro: | Olsen (Kristiansand) |

|                      |           |                                       |
| Ojukwu 70’ Güven 80’ | Marcatori | 10’, 31’ Pelu 37’ Torp 89’ Samuelsson |

| Arbitro: | Nordby |

|                                                   |           |  |
| Martins 38’, 58’ Theting 83’ Brenes 84’ Olsen 90’ | Marcatori |  |

| Arbitro: | Krokdal |

|                 |           |                               |
| Haug 16’ (rig.) | Marcatori | 45’ (rig.) Heide 90’ Stenberg |

| Arbitro: | Toppe |

|                    |           |                     |
| Antoine-Curier 73’ | Marcatori | 58’ Güven 79’ Nyhus |

| Arbitro: | Hafsås |

|                 |           |                               |
| Haug 13’ (rig.) | Marcatori | 34’ Ertsås 46’ D. Berg Hestad |

| Bryne 22 luglio 2007, ore 18:00 CEST 15ª giornata                                            | Bryne     | 6 – 0 referto | Raufoss | Bryne Stadion (1.974 spett.) |
| \| \| \| \| \| Kydland 16’, 27’, 71’ Sakariassen 17’ Hagen 61’ Hansen 76’ \| Marcatori \| \| |           |               |         |                              |
|                                                                                              |           |               |         |                              |
| Kydland 16’, 27’, 71’ Sakariassen 17’ Hagen 61’ Hansen 76’                                   | Marcatori |               |         |                              |

#### Girone di ritorno
| Arbitro: | Moen (Haugesund) |

|             |           |                       |
| Børthus 53’ | Marcatori | 8’ Velta 43’ Kvalheim |

| Arbitro: | Kamben |

|  |           |             |
|  | Marcatori | 30’ Hemberg |

| Arbitro: | Ahlsen |

|                                |           |                       |
| Haug 58’ Jonsson 68’ Frejd 90’ | Marcatori | 15’ Kanu 42’ Stadheim |

| Arbitro: | Hakestad |

|                      |           |  |
| Husøy 69’ Øvrebø 90’ | Marcatori |  |

| Arbitro: | Døvle |

|          |           |                        |
| Skard 6’ | Marcatori | 50’ (rig.) Johannessen |

| Arbitro: | Høgberg |

|             |           |  |
| Eftedal 60’ | Marcatori |  |

| Arbitro: | Toppe |

|           |           |                                                              |
| Mendy 64’ | Marcatori | 58’ S. Nilsen 60’ Sagebakken 62’ (rig.), 77’ (rig.) Pedersen |

| Arbitro: | Hagen (Grue) |

|                                                      |           |  |
| Ringberg 9’, 25’ Kienast 43’ Rise 66’ Johannesen 70’ | Marcatori |  |

| Arbitro: | Krokdal (Oslo) |

|                        |           |  |
| Vojnović 32’ Mendy 90’ | Marcatori |  |

| Arbitro: | Johnsen |

|                          |           |           |
| Samuelsson 32’ Olsen 70’ | Marcatori | 56’ Skard |

| Arbitro: | Helgerud (Lier) |

|                                 |           |             |
| Haug 31’ Mendy 48’ Vojnović 73’ | Marcatori | 33’ Bjørdal |

| Tromsdalen 14 ottobre 2007, ore 15:00 CEST 27ª giornata   | Tromsdalen | 1 – 1 referto | Raufoss | Tromsdalen Stadion (365 spett.) |
| \| \| \| \| \| Talberg 57’ \| Marcatori \| 47’ Jonsson \| |            |               |         |                                 |
|                                                           |            |               |         |                                 |
| Talberg 57’                                               | Marcatori  | 47’ Jonsson   |         |                                 |

| Arbitro: | Johnsen |

|                  |           |             |
| Vojnović 6’, 37’ | Marcatori | 15’ Johnsen |

| Arbitro: | Alapnes |

|  |           |                    |
|  | Marcatori | 77’ Haug 83’ Frejd |

| Raufoss 4 novembre 2007, ore 13:00 CEST 30ª giornata   | Raufoss   | 1 – 1 referto | Bryne | Raufoss Stadion (714 spett.) |
| \| \| \| \| \| Frejd 59’ \| Marcatori \| 13’ Hansen \| |           |               |       |                              |
|                                                        |           |               |       |                              |
| Frejd 59’                                              | Marcatori | 13’ Hansen    |       |                              |

### Coppa di Norvegia
| Gjøvik 19 maggio 2007, ore 16:00 CEST Primo turno                | Gjøvik-Lyn | 0 – 3 referto                  | Raufoss | Gjøvik Stadion |
| \| \| \| \| \| \| Marcatori \| 17’ Hörkkö 22’ Güven 59’ Nyhus \| |            |                                |         |                |
|                                                                  |            |                                |         |                |
|                                                                  | Marcatori  | 17’ Hörkkö 22’ Güven 59’ Nyhus |         |                |

| Raufoss 13 giugno 2007, ore 18:00 CEST Secondo turno | Raufoss   | 0 – 2 (d.t.s.) referto | Drøbak/Frogn | Raufoss Stadion |
| \| \| \| \| \| \| Marcatori \| 96’, 119’ Røn \|      |           |                        |              |                 |
|                                                      |           |                        |              |                 |
|                                                      | Marcatori | 96’, 119’ Røn          |              |                 |